# St. Mauritius (Olmütz)

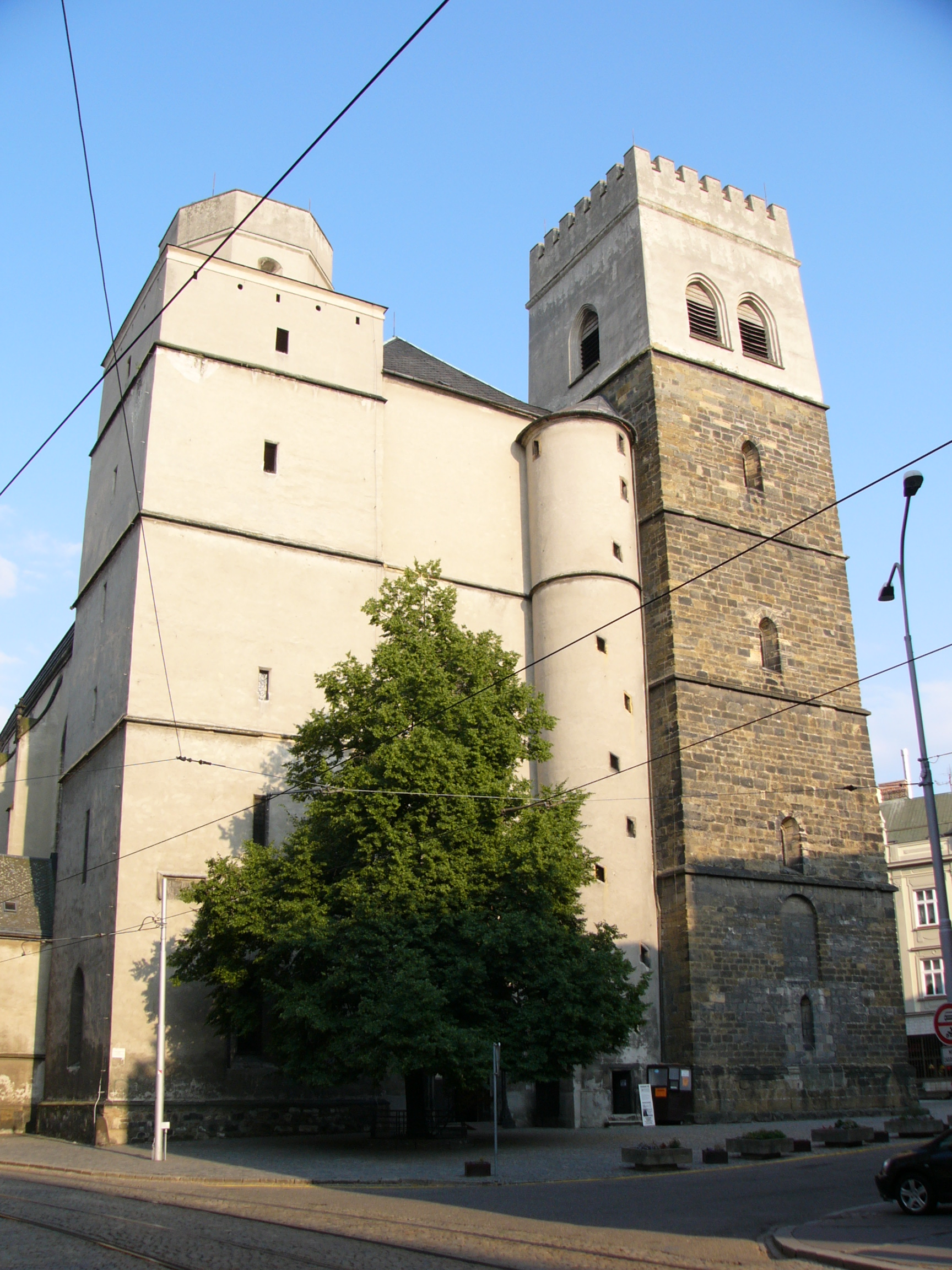
Türme

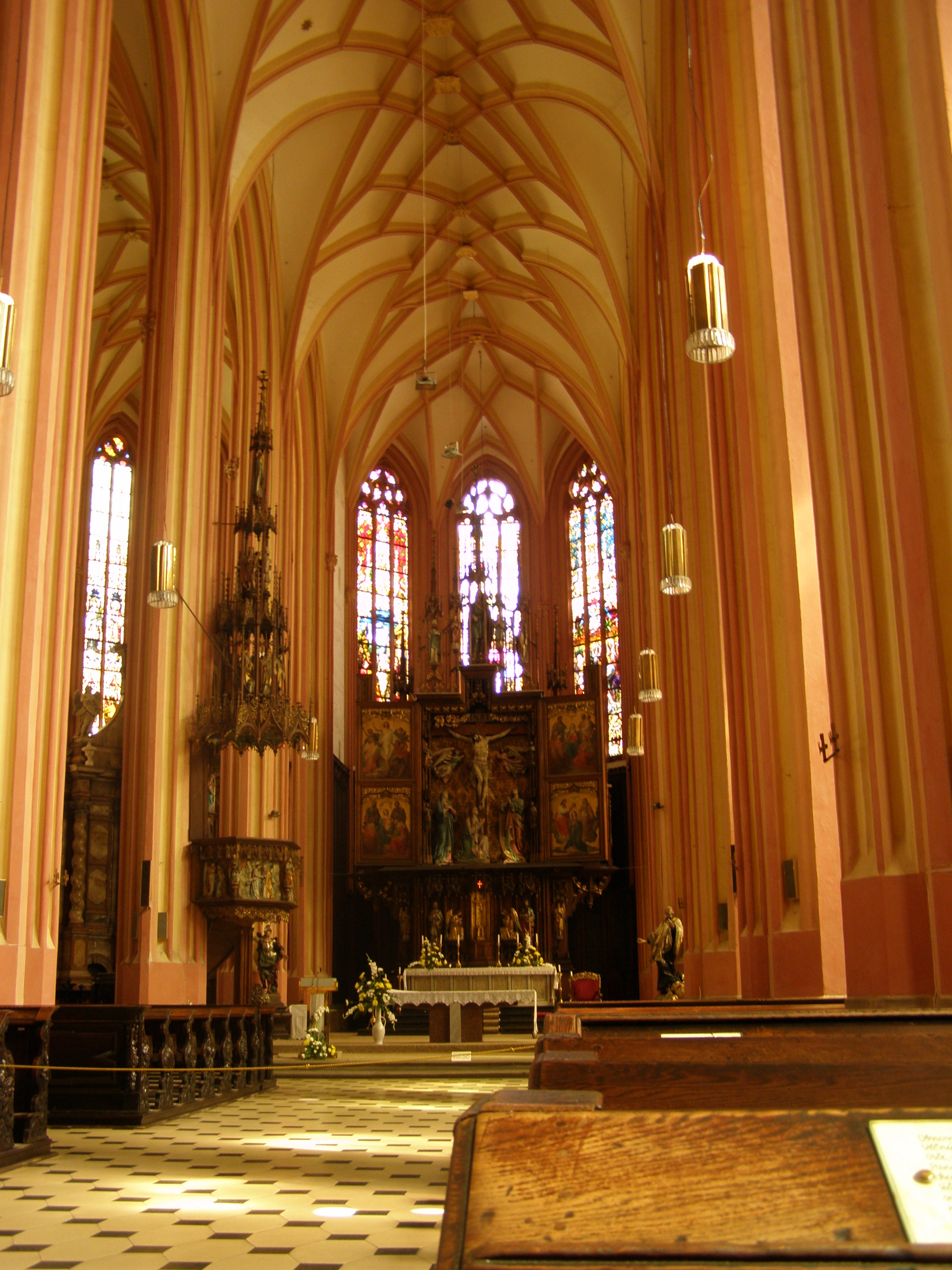
Inneres

Die St.-Mauritius-Kirche (auch St.-Moritz-Kirche, tschechisch Kostel svatého Mořice) ist eine gotische Pfarr- und Propsteikirche in Olomouc (Olmütz) in Tschechien. Sie wurde im 13. Jahrhundert gebaut und danach mehrmals umgebaut und gilt als eines der bedeutendsten Zeugnisse der spätgotischen Architektur in Mähren. Die Moritzkirche wird durch zwei ungewöhnlich asymmetrische Türme beherrscht, die auch unterschiedliche Proportionen besitzen. Sie beherbergt die größte Orgel Tschechiens.

## Geschichte
Erstmals wurde 1078 eine Kirche an dieser Stelle erwähnt. 1257 wurde der jetzige Bau auf Initiative des Olmützer Bischofs Bruno von Schauenburg errichtet.
Die Kirche wurde mehrfach durch Brände heimgesucht und wieder aufgebaut, so in den Jahren 1398, 1404, 1411 und 1454.
Zur Zeit des Dreißigjährigen Krieges und der Schwedenherrschaft (14. Dezember 1642) wurden in der Kirche hintereinander mindestens sieben Jahre lang protestantische Gottesdienste abgehalten.

## Architektur und Ausstattung
Die Kirche ist in ihrer spätgotischen Bauform erhalten.

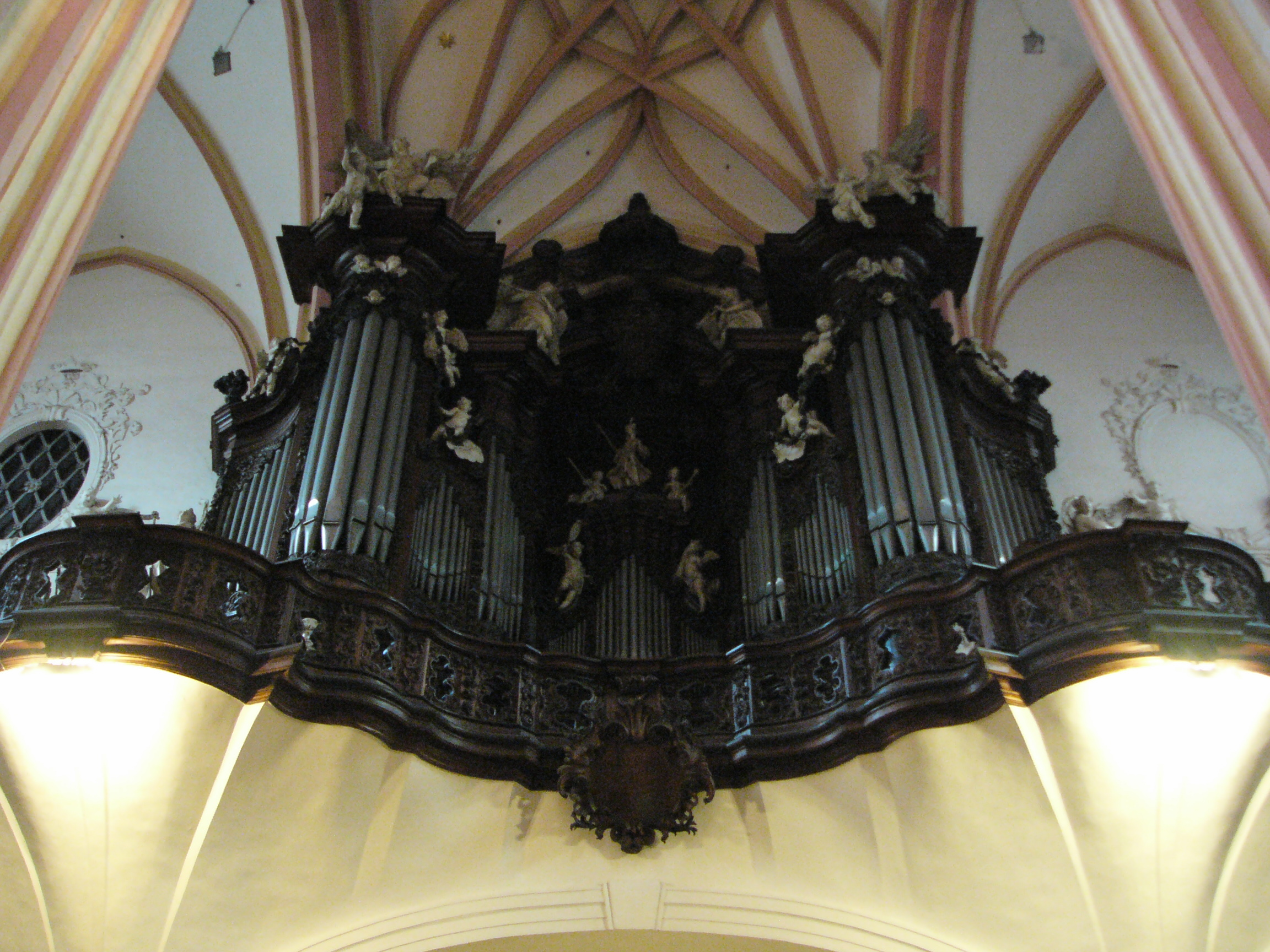
Orgel

Die Orgel ist mit 135 Registern und fünf Manualen die größte in Tschechien. Sie wurde 1745 von Michael Engler gebaut und 1959–1971 durch Rieger-Kloss erheblich erweitert.
Diese sowie der Wenzelsdom sind Hauptschauplätze des Internationalen Orgelfestivals Olomouc, das der Organist Antonin Schindler 1969 initiierte und zu einer international beachteten Veranstaltung ausbaute sowie seit seinem Tod 2010 von Karl Martinek, Kirchenmusikdirektor der Moritzkirche, fortgeführt wird.